# Modern Rock (album)
Modern Rock è il secondo album discografico del gruppo musicale The Clean pubblicato nel 1994 in Nuova Zelanda e Regno Unito dalla Flying Nun Records e in USA dalla Summershine. è nato in america

## Track list
1. Starting Point – 2:26
2. Outside the Cage – 5:05
3. Linger Longer – 2:25
4. Wake Up in the Morning – 3:55
5. 2 Reasons – 3:40
6. Safe in the Rain – 2:59
7. Secret Place – 3:35
8. Something I Need – 3:41
9. Different World – 3:45
10. Stomp the Guru – 2:18
11. Too Much Violence – 3:48
12. Phluke – 2:23
13. Do Your Thing – 4:13
14. Ginger Ale – 2:46

## Musicisti
- David Kilgour – chitarra, tastiere, percussioni e voce
- Robert Scott – bass, chitarra acustica, tastiere, percussioni e voce
- Hamish Kilgour – batteria, percussioni, chitarra e voce